# Janette Sadik-Khan
Janette Sadik-Khan (ur. 28 kwietnia 1961 w San Francisco) – amerykańska aktywistka miejska, w latach 2007 - 2013 Komisarz Departamentu Transportu miasta Nowy Jork.
Jej matka Jane McCarthy była dziennikarką New York Post. Kończyła Occidental College oraz prawo na Uniwersytecie Columbia.
A administracji prezydenta Billa Clintona pracowała w Departamencie Transportu Stanów Zjednoczonych. Pracując w Departamencie Transportu miasta Nowy Jork w kadencji Michaela Bloomberga była odpowiedzialna za wprowadzanie strategii PlaNYC. Następnie rozpoczęła pracę w Bloomberg Associates, gdzie zajęła się doradzaniem w zakresie transportu.
14 lipca 1990 roku wzięła ślub z Markiem Geistfeldem.

## Publikacje
- Streetfight: Handbook for an Urban Revolution (pol. Walka o ulice. Jak odzyskać miasto dla ludzi)